# Тонан-Мару №3
Тонан-Мару № 3 (Tonan Maru No. 3) — судно, яке під час Другої світової війни взяло участь в операціях японських збройних сил на Борнео, в архіпелазі Бісмарка, на Каролінських та Маршаллових островах.

## Передвоєнна історія
Тонан-Мару № 3 спорудили як плавучу базу китобійної флотилії в 1938 році на корабельні Osaka Iron Works на замовлення компанії Nippon Suisan.
4 листопада 1941-го судно реквізували для потреб Імперського флоту Японії.

## Вторгнення на Борнео
4 грудня 1941-го, незадовго до вступу Японії у Другу світову війну, Тонан-Мару № 3 прибуло до порту Самах (острів Хайнань), а 6 грудня вийшло звідси до бухти Камрань (узбережжя Центрального В'єтнаму). 13 грудня Тонан-Мару № 3 та ще 9 транспортних суден вийшли з Камрані, маючи завдання доправити десант на острів Борнео до Мірі (центральна частина північно-західного узбережжя поблизу Брунею). Висадка тут відбулася в ніч проти 15 грудня та не зустріла сильного спротиву.
22 грудня 1941-го Тонан-Мару № 3, яке мало на борту військовослужбовців 4-го будівельного загону ВМС та цілий ряд інших допоміжних підрозділів, а також ще 9 суден рушили з Мірі для заволодіння Кучінгом (те саме узбережжя Борнео, але неподалік від західного завершення острова). Увечері 23 грудня вже на підході до пункту призначення загін був атакований нідерландським підводним човном K XIV, якому вдалось потопити два та пошкодити два транспорти. Серед останніх опинилось і Тонан-Мару № 3.
До кінця грудня судно проходило аварійний ремонт, а потім вирушило до Японії для повноцінного відновлення. При цьому навесні 1942-го Тонан-Мару № 3 переобладнали в нафтовий танкер (разом з іншою переобладнаною китобійною плавбазою Тонан-Мару №2 це були найбільші танкери Японії часів Другої світової).

## Рейси до Океанії
24 квітня 1942-го Тонан-Мару № 3 вирушило з Йокосуки, пройшло через Сайпан (Маріанські острови), 13—17 травня побувало на Палау (важливий транспортний хаб на заході Каролінських островів), а 20 травня прибуло на атол Трук у центральній частині Каролінських островів (тут ще до війни створили потужну базу японського ВМФ, з якої до лютого 1944-го провадились операції в цілому ряді архіпелагів). 24 травня судно вирушило звідси до Японії та вже 1 червня було в Йокогамі.
Упродовж наступних двох з половиною місяців Тонан-Мару № 3 здійснило численні рейси та відвідало порти (деякі не по одному разу) Йокосука, Осака, Моджі, Куре, Самах, Юлін (так само на Хайнані), Мако (важлива база на Пескадрських островах у південній частині Тайванської протоки), Сасебо, Наха (острів Окінава), Йокогама.
7 серпня 1942-го союзники висадились на сході Соломонових островів, що започаткувало шестимісячну битву за Гуадалканал. 13—23 серпня Тонан-Мару № 3 здійснило перехід з Йокосуки до Рабаулу — головної передової бази в архіпелазі Бісмарка, з якої здійснювались операції на Соломонових островах та сході Нової Гвінеї. 31 серпня — 3 вересня танкер перейшов на Трук, а потім пройшов через Сайпан (Маріанські острови) до Токуями.
24 вересня — 5 жовтня 1942-го Тонан-Мару № 3 здійснило другий перехід з Йокосуки до Рабаула. 11—14 жовтня воно пройшло звідси на Трук у складі конвою зі ще одним транспортом під охороною есмінця. 17—21 жовтня Тонан-Мару № 3 перейшло на атол Кваджелейн (Маршаллові острови), вже з якого пройшло 22—30 жовтня в Йокосуку.
24 листопада — 2 грудня 1942-го Тонан-Мару № 3 перейшло з Йокосуки до Труку, проте цього разу не стало повертатись з Океанії напряму до Японії, а в першій половині грудня пройшло до західного нафтовмісного регіону Борнео та 16 грудня було в Мірі. 20—31 грудня воно здійснило рейс звідси до Йокогами.

## Служба у першому півріччі 1943
6 січня 1943-го судно попрямувало до Південно-Східної Азії, упродовж місяця відвідало Сінгапур, Мірі та знову Сінгапур, а в останній день місяця прибуло до Японії.
12 лютого 1943-го воно вийшло у новий рейс до того ж регіону, прямувало через Гонконг та наприкінці місяця було у Сінгапурі. Цього разу воно далі рушило до Мікронезії й 16 березня прибуло на Трук.
До середини травня 1943-го судно знову опинилось у Південно-Східній Азії, а 21 травня — 1 червня перейшло з Маніли на Трук, де перебувало тут майже два місяці.

## Липневий рейс та загибель судна
23 липня 1943-го Тонан-Мару № 3 вчергове вирушило до нафтовмісного регіону Борнео. Під вечір тієї ж доби американський підводний човен USS Tinosa, який патрулював поблизу Труку, отримав повідомлення про вихід у рейс танкера-гіганта та попрямував до місця можливого перехоплення. З настанням ранку 24 липня з USS Tinosa помітили Тонан-Мару № 3 на відстані понад 30 км на маршруті, який відхилявся від очікуваного на 16 км. Підводний човен на повній швидкості попрямував напереріз та зміг-таки зайняти положення для атаки й дати залп із чотирьох торпед. Дві з них поцілили Тонан-Мару № 3, але не здетонували, після чого танкер відвернув та спробував відірватись. Через 15 хвилин після першого залпу з підводного човна випустили по цілі, яка перебувала під гострим курсовим кутом, ще дві торпеди, які обидві влучили в танкер. Цього разу детонатори спрацювали штатно, Тонан-Мару № 3 дістав пошкодження та зупинився. USS Tinosa наблизився й послідовно випустив ще дев'ять торпед, одна з яких пройшла повз ціль, а вісім влучили в неї, але не здетонували. Дещо більше ніж за дві години після першої атаки акустик USS Tinosa почув гвинти військового корабля. Субмарина вела вогонь до останнього, проте в підсумку була вимушена полишити місце бою (хоча проти USS Tinosa провели контратаку глибинними бомбами, проте човен не постраждав).
Спершу на допомогу Тонан-Мару № 3 прибули легкий крейсер «Ісудзу» (який узяв танкер на буксир) та есмінець «Асанагі». 25 липня до них додались есмінець та шість інших кораблів. 28 липня Тонан-Мару № 3 довели до Труку, де розпочали аварійний ремонт за допомогою спеціалізованого судна «Акасі». Втім, стан корпусу судна не дозволив ухвалити рішення щодо його переходу до Японії для повноцінного ремонту й Тонан-Мару № 3 перебував тут багато місяців, виконуючи функцію плавучого нафтосховища.
17 лютого 1944-го по Труку завдавало потужного удару американське авіаносне угруповання (операція «Хейлстоун»), яке змогло знищити в цьому рейді кілька бойових кораблів та близько трьох десятків інших суден. Після атаки літаків з авіаносців USS Bunker Hill та USS Enterprise на «Тонан-Мару № 3» виникла пожежа. Судно й далі трималося на воді, проте 18 лютого пілоти з авіаносця USS Yorktown поцілили танкер щонайменше ще однією бомбою. У підсумку «Тонан-Мару № 3» перевернувся й затонув, загинуло 315 осіб, що перебували на борту.

## Післявоєнна доля
У березні 1951-го «Тонан-Мару № 3» поставили на плав та провели аварійний ремонт, після чого провели на буксирі до Японії. Тут судно пройшло повноцінне відновлення на верфі в Айой та повернулось до виконання функцій плавучої бази китобійної флотилії. Надалі «Тонан-Мару № 3» перейменували на «Тонан-Мару». До 1970 року судно займалось промислом, після чого здано на злам.